# Below (singolo)
Below è un singolo del gruppo musicale norvegese Leprous, pubblicato il 30 agosto 2019 come primo estratto dal sesto album in studio Pitfalls.

## Descrizione
Traccia d'apertura dell'album, il brano è stato interamente scritto e composto dal frontman Einar Solberg in un periodo negativo della sua vita:
Musicalmente, Below presenta un'introduzione dominata dal sintetizzatore e dalla voce di Solberg, con sonorità cupe nelle strofe e un ritmo più sostenuto nel ritornello dagli strumenti ad arco e dalle chitarre.

## Video musicale
Il video è stato girato a Breslavia sotto la regia di Dariusz Szermanowicz, in passato al lavoro con Behemoth e Amon Amarth, e mostra Solberg ferito sbucare da un porta posta in mezzo a un deserto e muoversi in esso fino a quando non raggiunge gli altri componenti del gruppo per eseguire il brano.

## Tracce
Testi e musiche di Einar Solberg.
1. Below – 5:52

## Formazione
Gruppo
- Einar Solberg – voce, tastiera
- Tor Oddmund Suhrke – chitarra
- Robin Ognedal – chitarra
- Simen Daniel Lindstad Børven – basso
- Baard Kolstad – batteria

Altri musicisti
- Raphael Weinroth-Browne – violoncello
- Chris Baum – violino

Produzione
- David Castillo – produzione, registrazione
- Einar Solberg – produzione
- Adam Noble – missaggio
- Robin Schmidt – mastering
- Iñaki Marconi – assistenza alla registrazione
- Linus Corneliusson – montaggio